# الهيئة الاتحادية للكهرباء والماء
شركة الاتحاد للماء والكهرباء «الهيئة الاتحادية للكهرباء والماء» سابقاَ الجهة المسؤولة عن توفير خدمات الكهرباء والماء للإمارات الشمالية في دولة الإمارات العربية المتحدة.
أنشئت «الاتحاد للماء والكهرباء» في عام 2020م بناءً على المرسوم بقانون اتحادي رقم (31) لسنة 2020م، لتحل محل الهيئة الاتحادية للكهرباء والماء آنذاك. «الاتحاد للماء والكهرباء» مملوكة بالكامل لـ«جهاز الإمارات للاستثمار».

## عن الهيئة
أنشئت الهيئة الإتحادية للكهرباء والماء في العام 1999 بناء على القانون الاتحادي رقم 31/1999 وذلك للقيام بأعمال وزارة الكهرباء والماء آنذاك ولتحقيق عدة أهداف أهمها تلبية احتياجات الإمارات الشمالية من الطاقة الكهربائية والمياه المحلاة عبر تحقيق التوازن المطلوب بين تكلفة الإنتاج وأسعار البيع، مع مراعاة جواز إتباع سياسات سعريه متغيرة تتناسب وطبيعة نشاط الجهات المستفيدة من الطاقة الكهربائية العمل على الحد من إهدارهما وتوعية وترشيد استخدامهما وتحسين طرق التحصيل وتطويرها وتأهيل وتدريب الكوادر المواطنة للعمل في مجال نشاطات الهيئة

## روابط خارجية
الموقع الرسمي للهيئة الاتحادية للماء والكهرباء